# Светлое (Черневецкий район)
Светлое (укр. Світле) — село на Украине, находится в Черневецком районе Винницкой области.
Код КОАТУУ — 0524982005. Население по переписи 2001 года составляет 1 человек. Почтовый индекс — 24130. Телефонный код — 4357.
Занимает площадь 0,047 км².

## Адрес местного совета
24130, Винницкая область, Черновицкий р-н, с.Вилы-Ярузьки, ул.Ленина, 29